# 砂拉越电视台
砂拉越电视台（简称TVS）是马来西亚的一个数字电视频道，提供从砂拉越以及马来西亚其他地区的新闻和节目。TVS可以通过Astro，Unifi TV和MYTV的122频道在马来西亚全境观看。

## 历史
马来西亚国营电视台计划为砂拉越推出一个电视频道，这是马来西亚政府推出电视数字化计划的一部分。 之后该计划并未实现，最终被TV Okey取代，沙拉越电视频道的计划后来由一家私人公司承接，最终以流媒体频道的形式推出。  
砂拉越地方政府及房屋部长沈桂贤最终宣布批准发放免费电视执照。 该电台将于 2020 年 10 月 10 日提早播出，以配合砂拉越州元首泰益玛目的生日，并于第二天，即 2020 年 10 月 11 日晚上正式开播  
2020 年 10 月 15 日，砂拉越电视台成为马来西亚国家电影发展局 (FINAS)的主要合作伙伴，并将为其制作的作品提供资金。 
2023年，砂拉越电视台计划与国营电视台合作，作为拓展砂拉越创意产业计划的一部分。 
2024 年元旦前夕，砂拉越电视台推出了以砂拉越国旗颜色为基础的新标志 ，同时提议于 2024 年第一季度在砂拉越的其他地区以及吉隆坡开设附属机构。 